# Rebelde (telenovela)
Rebelde (estilizado como REBƎLDE) es una telenovela juvenil mexicana, producida por Pedro Damián para Televisa, transmitida entre los años 2004 y 2006.Fue exportada a 27 países, su mayor difusión fue en Latinoamérica. La telenovela es una versión de la historia original argentina, Rebelde Way, creada por Cris Morena y adaptada por Pedro Armando Rodríguez y María Cervantes Balmori. Se estrenó por el Canal de las Estrellas el 4 de octubre de 2004 en sustitución de Corazones al límite, y finalizó el 2 de junio de 2006 siendo reemplazado por Código postal
La telenovela fue protagonizada por Anahí, Dulce María, Maite Perroni, Alfonso Herrera, Christopher Uckermann y Christian Chávez, mientras que los protagonistas adultos fueron Juan Ferrara y Ninel Conde, además de las participaciones antagónicas de Enrique Rocha, Karla Cossío, Tony Dalton, Fuzz, Miguel Ángel Biaggio, Aitor Iturrioz, Claudia Schmidt y Yessica Salazar. Contó también con las actuaciones estelares de Estefanía Villarreal, Zoraida Gómez, Jack Duarte, Eddy Vilard, Angelique Boyer, Carlos Girón, Georgina Salgado, Eleazar Gómez, Diego Boneta, Viviana Ramos, Allison Lozz y los primeros actores Héctor Gómez y Lourdes Canale.

## Sinopsis
El Elite Way School es un exclusivo colegio privado de prestigio internacional donde adolescentes de clase alta estudian. El colegio cuenta con un programa de becas para jóvenes de bajos recursos con excelente nivel académico o deportivo; sin embargo, pocos de ellos logran graduarse, ya que son perseguidos por una organización secreta llamada “La Logia” cuyo propósito es conservar la “pureza” de la clase privilegiada.
Entre el grupo de chicos que llega al club de verano que precede al año escolar, se encuentran: Mia, Miguel, Diego, Roberta, Lupita y Giovanni que a pesar de sus grandes diferencias, descubren algo que los unirá por encima de los prejuicios: la música.
Mía Colucci (Anahí), es la hija de un prestigioso empresario de moda, Franco Colucci. La "Reina" de la escuela, su personalidad y belleza la han convertido en una de las estudiantes más populares del colegio. Ha vivido la mayor parte de su tiempo en el internado, debido a que su padre trabaja la mayor parte del tiempo y cree que su madre está muerta. Aunque se enamora perdidamente de Miguel, a lo largo de la novela sale con otros personajes como Gastón, uno de los principales antagonistas, temido por hacerle la vida imposible a algunos estudiantes como Miguel y Jose Luján.
Roberta Pardo (Dulce María), es hija de una de las cantantes gruperas más famosas del momento, Alma Rey. Es una adolescente rebelde, detesta las reglas y las injusticias. Su personalidad se opone por completo a la de Mia, motivo por el cual permanecen en constante conflicto, aunque en el fondo de su corazón siente un gran cariño hacia ella, posteriormente ella y Mía dejan de lado sus diferencias y forman una amistad. La popularidad de su madre la incómoda y la hace dudar tanto de su belleza, como de su talento. Roberta se enamora de Diego, pero se esfuerza por hacer creer lo contrario. Finalmente le confiesa lo que siente.
Guadalupe Fernández (Maite Perroni), es una joven de origen humilde. Ingresa al colegio con una beca y se convierte rápidamente en una de las mejores estudiantes de su clase. Su propósito es convertirse en doctora y su motivación principal es su hermana menor, quien padece de una condición especial. Durante la primera temporada se enamora de Nicolás, un estudiante judío, pero su relación se ve afectada por la decisión de los padres de él. Después conoce a Santos, un estudiante reservado que es avergonzado públicamente. Guadalupe le ofrece su ayuda y termina enamorándose.
Miguel Arango (Alfonso Herrera), viene de la ciudad de Monterrey. Ingresa al colegio gracias a una beca, pero su verdadero propósito no es graduarse de uno de los colegios más prestigiosos, sino vengar la muerte de su padre. Desde el primer momento, Miguel se siente atraído fuertemente por Mia y su mundo parece derrumbarse cuando descubre que es la hija del que él piensa erróneamente que es el responsable de su desgracia, por ese motivo decide hacerle la vida imposible. En la última temporada Miguel sufre un accidente y pierde la memoria, entre muchas otras cosas no recuerda a Mia. Finalmente la recuerda durante un concierto y se da cuenta de que es el amor de su vida.
Diego Bustamante (Christopher Von Uckermann), es el hijo menor del importante político mexicano León Bustamante, razón por la cual es respetado por todo el colegio. Su padre lo presiona constantemente para que se relacione con el mundo de la política, pero su verdadera pasión es la música. Diego sufre profundamente por el abandono de su madre, pero desconoce que su padre la alejó de él. Dice odiar a Roberta porque es la única que se atreve a cuestionarlo, pero en realidad la ama y la protege en numerosas ocasiones. Finalmente descubre las verdaderas intenciones de su padre.
Giovanni Méndez (Christian Chávez), pertenece a una adinerada familia de carniceros. Se siente avergonzado por el origen de su riqueza, así que decide convertirse en un miembro más de La Logia y negar a sus padres. Se siente profundamente atraído por Mia, pero después de descubrir que ella no siente lo mismo, se enamora de Vico. Sin embargo, su mundo se derrumba cuando descubre que sus padres han perdido todo el dinero y que ahora tendrá que trabajar en una carnicería junto a ellos. Sus mejores amigos son Diego y Tomás, y decide convertirse en cantante por la popularidad que esto conlleva.

## Elenco y personajes
| Actor/ Actriz                | Personajes                                                                | Temporada        | Temporada        | Temporada        |
| Actor/ Actriz                | Personajes                                                                | 1 (2004)         | 2 (2005)         | 3 (2006)         |
| Elenco principal             | Elenco principal                                                          | Elenco principal | Elenco principal | Elenco principal |
| ---------------------------- | ------------------------------------------------------------------------- | ---------------- | ---------------- | ---------------- |
| Anahí                        | Mia Colucci Cáceres                                                       | Principal        | Principal        | Principal        |
| Dulce María                  | Roberta Alejandra Maria Reverte Rey / Roberta Alejandra Maria Reverte Rey | Principal        | Principal        | Principal        |
| Maite Perroni                | Guadalupe "Lupita" Fernández                                              | Principal        | Principal        | Principal        |
| Alfonso Herrera              | Miguel Arango Cervera                                                     | Principal        | Principal        | Principal        |
| Christopher von Uckermann    | Diego Bustamante Dregh                                                    | Principal        | Principal        | Principal        |
| Christian Chávez             | Juan "Giovanni" Méndez López                                              | Principal        | Principal        | Principal        |
| Enrique Rocha                | León Bustamante                                                           | Principal        | Principal        | Principal        |
| Juan Ferrara                 | Franco Colucci                                                            | Principal        | Principal        | Principal        |
| Ninel Conde                  | Alma Rey                                                                  | Principal        | Principal        | Principal        |
| Leticia Perdigón             | Mayra Fernández                                                           | Principal        | Principal        | Principal        |
| Zoraida Gómez                | José Luján Landeros Colucci Rey                                           | Principal        | Principal        | Principal        |
| Angelique Boyer              | Victoria "Vico" Paz Millán                                                | Principal        | Principal        | Principal        |
| Karla Cossío                 | Pilar Gandía Rosales                                                      | Principal        | Principal        | Principal        |
| Estefania Villareal          | Celina Ferrer Mitre                                                       | Principal        | Principal        | Principal        |
| Tony Dalton                  | Gastón Diestro                                                            | Principal        | Principal        | Principal        |
| Eddy Vilard                  | Teodoro "Teo" Ruíz-Palacios                                               | Principal        | Principal        | Principal        |
| Jack Duarte                  | Tomás Goycoléa Kantun                                                     | Principal        | Principal        | Principal        |
| Rodrigo Nehme                | Nicolás "Nico" Huber Ayute                                                | Principal        | Invitado         | Invitado         |
| Felipe Nájera                | Pascual Gandía Pérez                                                      | Principal        | Principal        | Principal        |
| Tiare Scanda                 | Galia Rosales de Gandía                                                   | Principal        | Principal        | Principal        |
| Ronald Duarte                | Jack Lizaldi Heidi                                                        | Principal        | Principal        | Principal        |
| Fernanda Polín               | Raquel Sender/Byron Ramos                                                 | Principal        | Principal        | Principal        |
| Lourdes Canale               | Hilda Acosta                                                              | Principal        | Principal        | Principal        |
| María Fernanda García        | Alicia Salazar                                                            | Principal        | Principal        | Principal        |
| Pedro Weber                  | Peter                                                                     | Principal        | Principal        | Principal        |
| Nicolás Krinis               | Jacó                                                                      | Principal        | Principal        | Principal        |
| Francisco Avendaño           | Gustavo Ruíz                                                              | Principal        | Principal        | Principal        |
| Roberto "Puck" Miranda       | Cosme Méndez                                                              | Principal        | Principal        | Principal        |
| Jorge Ponce                  | Jorge Luckirin                                                            | Principal        | Principal        | Principal        |
| Alejandra Peniche            | Damiana Mitre de Ferrer                                                   | Principal        | Principal        | Principal        |
| Ariane Pellicer              | Nora Goycoléa                                                             | Principal        | Principal        |                  |
| Patricia Martínez            | Luisa López                                                               | Principal        | Principal        |                  |
| Gerardo Klein                | Ricardo Daniel Ferrer                                                     | Principal        | Principal        |                  |
| Marisol Santacruz            | Lourdes de la Riva                                                        | Principal        | Recurrente       | Principal        |
| Raúl Ochoa                   | Alberto de la Riva                                                        | Principal        | Recurrente       | Principal        |
| Dobrina Cristeva             | Yolanda "Yuli" Ayute de Huber                                             | Principal        | Recurrente       | Principal        |
| Paola Lavat                  | Marcia Ruíz-Palacios                                                      | Principal        | Recurrente       | Principal        |
| Manola Díez                  | Josefina "Pepa"                                                           | Principal        |                  | Principal        |
| Xóchitl Vigil                | Rosa Fernández                                                            | Principal        |                  | Principal        |
| Gabriela Bermúdez            | Helena Cervera de Arango                                                  | Principal        | Invitada         | Principal        |
| Jesús Falcón                 | Augusto Paz Cantú                                                         | Principal        |                  | Principal        |
| Cristina Bernal              | Sussana "Lulu"                                                            | Principal        |                  | Principal        |
| Patricio Borghetti           | Enrique Madariaga                                                         | Principal        |                  | Recurrente       |
| Cynthia Copelli              | Mabel Dregh de Bustamante                                                 | Principal        | Invitada         | Recurrente       |
| Abraham Stavans              | Joel Huber                                                                | Principal        | Recurrente       |                  |
| Grettell Valdez              | Renata Lizaldi                                                            | Principal        |                  |                  |
| Michel Gurfi                 | Joaquín Mascaró                                                           | Principal        |                  |                  |
| Malillany Marín              | Luz Viviana Olivier                                                       | Principal        |                  |                  |
| Samantha López               | Julieta Braniff                                                           | Principal        |                  |                  |
| Aitor Iturrioz               | Esteban Nolazco                                                           | Principal        |                  |                  |
| Michel Bernal                | Enrique Castellanos                                                       | Principal        |                  |                  |
| Miguel Rodarte               | Carlo Colucci                                                             | Principal        |                  |                  |
| Itzamna Orizaga Sodi         | Iker Quevedo Villalobos                                                   | Principal        |                  |                  |
| Ana Bolena                   | Belén Menéndez Pacheco                                                    | Principal        |                  |                  |
| Sergio García                | Rodrigo Santiesteban                                                      | Principal        |                  |                  |
| Alejandro Durán              | Edgard Flores                                                             | Principal        |                  |                  |
| Héctor Gómez                 | Hilário Ortiz                                                             | Principal        |                  |                  |
| Yessica Salazar              | Valeria Olivier                                                           | Principal        |                  |                  |
| Juan Acosta                  | Facundo Millán                                                            | Principal        |                  |                  |
| Gabriela Ramírez             | María de Jesús                                                            | Principal        |                  |                  |
| Siny                         | Dulce Fernández                                                           | Principal        |                  |                  |
| Carlos Balart                | Donato                                                                    | Principal        |                  |                  |
| Zamorita                     | Maurice                                                                   | Principal        |                  |                  |
| Liuba de Lasse               | Catalina "'Cata"                                                          | Principal        |                  |                  |
| Dylan Obed                   | Marcelino                                                                 | Principal        |                  | Invitado         |
| Patsy                        | Inés Alanis                                                               | Principal        |                  |                  |
| Miguel Priego                | Jacinto                                                                   | Principal        |                  |                  |
| Antonio Sainz                | Iñaki Urcola dos Santos                                                   |                  | Principal        | Principal        |
| Diego Boneta                 | Rocco Bezauri                                                             |                  | Principal        | Principal        |
| Fuzz                         | Sol de la Riva                                                            |                  | Principal        | Principal        |
| Lisardo Guarinos             | Martin/Octavio Reverte                                                    |                  | Principal        | Principal        |
| Viviana Ramos                | Dolores "Lola" Fernández Arregui                                          |                  | Principal        | Principal        |
| Allison Lozz                 | Bianca Delight Abril                                                      |                  | Principal        | Principal        |
| Grisel Margarita             | Anita                                                                     |                  | Principal        | Principal        |
| Nailea Norvind               | Marina Cáceres de Colucci                                                 |                  | Principal        | Principal        |
| Claudia Schmidt              | Sabrina Guzmán                                                            |                  | Principal        | Principal        |
| Marco Antonio Valdés         | Dante                                                                     |                  | Principal        | Principal        |
| Derrick James                | Diego "Santos" Fontes Echagüe                                             |                  | Principal        | Principal        |
| Lourdes Reyes                | Julia Lozano                                                              |                  | Principal        | Principal        |
| Georgina Salgado             | Agustina Lauman Medeiros                                                  |                  | Principal        | Principal        |
| Alfonso Iturralde            | Héctor Paz                                                                |                  | Principal        | Principal        |
| Alberto Nuñez                | Gonzalo Miranda                                                           |                  | Principal        | Principal        |
| Rocío Cárdenas               | Fátima Díaz                                                               |                  | Principal        | Principal        |
| Ashley Ericka                | Paula                                                                     |                  | Principal        | Principal        |
| Francesca Guillén            | Ana                                                                       |                  | Principal        | Principal        |
| Karla Luengas                | Yolonda                                                                   |                  | Principal        | Principal        |
| Eleazar Gómez                | Francisco Leonardo Blanco Goycoléa                                        |                  | Principal        |                  |
| Ernesto Díaz                 | Mauricio Garza Alebrija                                                   |                  | Principal        |                  |
| Rafael Inclán                | Guillermo Vásquez "Nick"                                                  |                  | Principal        |                  |
| Jacqueline Voltaire          | Florencia Millián de Paz                                                  |                  | Principal        |                  |
| Mariana Ríos                 | Viviana Fernández Arregui                                                 |                  | Principal        |                  |
| Salvador Julián              | Carlos                                                                    |                  | Principal        |                  |
| Alejandro Peraza             | Casildo Font                                                              |                  | Principal        |                  |
| Lucero Lander                | Dra Reyes                                                                 |                  | Principal        |                  |
| Karen Alicia Sandoval        | Veronica                                                                  |                  | Principal        |                  |
| Monique Vargas               | Paloma Torres                                                             |                  |                  | Principal        |
| Mike Biaggio                 | Javier Alanis                                                             |                  |                  | Principal        |
| Ernesto Díaz                 | Walter                                                                    |                  |                  | Principal        |
| Alessandra Pozzo             | Roxana "Roxy"                                                             |                  |                  | Principal        |
| José Blanchet                | Max                                                                       |                  |                  | Principal        |
| Héctor Norman                | Tato                                                                      |                  |                  | Principal        |
| Roxana Martínez              | Milagros                                                                  |                  |                  | Principal        |
| Renata Flores                | Artemisa                                                                  |                  |                  | Principal        |
| César Bono                   | Drº Atílio                                                                |                  |                  | Principal        |
| Rubén Morales                | Tito                                                                      |                  |                  | Principal        |
| Queta Lavat                  | Angélica                                                                  |                  |                  | Principal        |
| Elenco recurrente e invitado |                                                                           |                  |                  |                  |
| Jean Safont                  | Ricardo Mendiola                                                          | Recurrente       | Recurrente       | Recurrente       |
| Eugenio Siller               | Luciano Mendoza                                                           | Invitado         | Recurrente       | Recurrente       |
| Natalia Téllez               | Karen                                                                     | Recurrente       | Invitada         |                  |
| Tessa Ía                     | Dolores "Loly" Arango Cervera                                             | Recurrente       | Invitada         |                  |
| Fernando Morin               | Antonio Pardo                                                             | Recurrente       |                  | Invitado         |
| Beatriz Shantal              | Paula                                                                     | Recurrente       |                  |                  |
| José Montini                 | Otto                                                                      | Recurrente       |                  |                  |
| Agustín Arana                | Darío Contreras                                                           | Invitado         |                  |                  |
| Julio Camejo                 | Mauro                                                                     | Invitado         |                  |                  |
| Michelle Renaud              | Michelle                                                                  | Recurrente       | Recurrente       | Recurrente       |
| Carlos Girón                 | Iván "Roger"                                                              |                  | Recurrente       |                  |
| Florencia de Saracho         | Romina                                                                    |                  | Recurrente       |                  |
| José Ron                     | Enzo                                                                      |                  |                  | Invitado         |

## Temporadas y episodios
| Temporada | Temporada | Episodios | Episodios | Emisión original     | Emisión original        |
| Temporada | Temporada | Episodios | Episodios | Primera emisión      | Última emisión          |
| --------- | --------- | --------- | --------- | -------------------- | ----------------------- |
|           | 1         | 215       | 215       | 4 de octubre de 2004 | 29 de julio de 2005     |
|           | 2         | 120       | 120       | 1 de agosto de 2005  | 30 de diciembre de 2005 |
|           | 3         | 105       | 105       | 2 de enero de 2006   | 2 de junio de 2006      |

## Temas principales
- Rebelde interpretado por RBD.
- Sólo quédate en silencio interpretado por RBD.
- Por besarte interpretado por Lu
- Malas intenciones interpretado por Erik Rubín.
- Plástico interpretado por Natasha.
- Sálvame interpretado por RBD.
- Nuestro amor interpretado por RBD.
- Aún hay algo interpretado por RBD.
- México, México interpretado por Anahí, Dulce María y Maite Perroni.
- Tras de mí interpretado por RBD.
- Este corazón interpretado por RBD.
- No pares interpretado por RBD.

## El grupo musical RBD

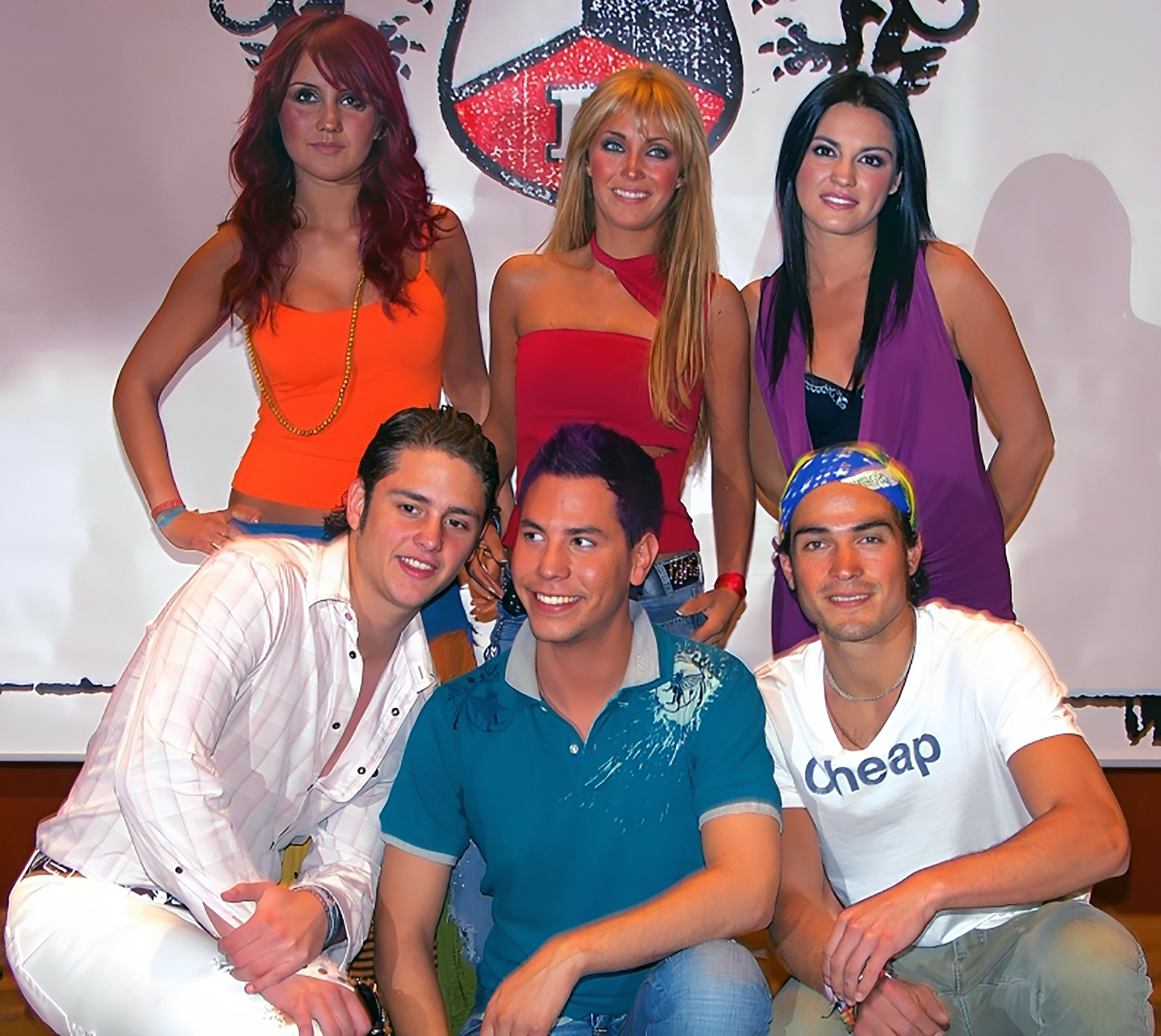
Foto durante conferencia de prensa en São Paulo, Brasil, en febrero de 2006.

Uno de los tópicos que marcó el éxito de la serie fue la formación de una banda: RBD. La producción de la serie concibió la idea del grupo musical para promocionar tanto a los personajes como a la telenovela. El proyecto rápidamente rebasó en éxito a la telenovela misma, tanto que ya puede considerarse como un concepto separado, (como lo hizo Erreway de Rebelde Way en Argentina). La banda tuvo presentaciones públicas, e incluso ha tenido giras nacionales e internacionales independientes de la telenovela y apostaron por su incursión en el mercado de habla inglesa. La telenovela fue una gran promoción para el grupo, que es uno de los más imponentes en el género pop y ha tenido gran éxito no solo en países de habla hispana sino también en países en los cuales se habla portugués e inglés por sus discos lanzados a la venta en otros idiomas. 

## Apariciones en otros medios
En 2004 se lanza Pretextos un juego de mesa con los personajes de Rebelde. De 2004 a 2006 se lanza al mercado Rebelde, perfumes de los personajes principales de la novela.
En mayo de 2007, la compañía Mattel lanza a la venta una edición especial de Barbie de los personajes Mia, Lupita y Roberta de la telenovela. Anahí, Dulce María y Maite fueron las primeras mexicanas en tener una réplica de sus personajes. La muñeca fue puesta a la venta en México, Estados Unidos, América Latina y España.

## Premios y nominaciones

### Premios TVyNovelas 2006
| Categoría                                 | Nominado                                   | Resultado |
| Mejor telenovela                          | Pedro Damián                               | Nominada  |
| Mejor actriz protagónica                  | Ninel Conde                                | Nominada  |
| Mejor actor protagónico                   | Juan Ferrara                               | Nominado  |
| Mejor actor antagónico                    | Enrique Rocha                              | Nominado  |
| Mejor actriz de reparto                   | Leticia Perdigón                           | Nominada  |
| Mejor actor de reparto                    | Rafael Inclán                              | Nominado  |
| Mejor actuación juvenil estelar femenina  | Anahí                                      | Ganadora  |
| Mejor actuación juvenil estelar femenina  | Dulce María                                | Ganadora  |
| Mejor actuación juvenil estelar masculina | Alfonso Herrera                            | Nominado  |
| Mejor actuación juvenil estelar masculina | Christopher Uckermann                      | Nominado  |
| Mejor dirección de escena                 | Luis Pardo Juan Carlos Muñoz Felipe Nájera | Nominados |
| Mejor tema musical                        | Rebelde (RBD)                              | Ganador   |